# Green (album de Steve Hillage)
Pour les articles homonymes, voir Green.
Albums de Steve Hillage
Motivation Radio
(1977) Live Herald
(1979)
Green est le 4e album solo de Steve Hillage. Il a été enregistré à Dorking (Surrey) puis à Londres et a été coproduit par Steve Hillage et Nick Mason du Pink Floyd, ce dernier joue d'ailleurs la batterie sur Leylines to Glassdom. L'album est sorti en avril 1978 sur le label Virgin Records.

## Historique
Avec Green, Steve Hillage renoue avec ses deux premiers albums, avec des titres space et des spirales de synthétiseurs. Mention spéciale au très funky Unidentified (Flying Being) et à The Glorious Om Riff, reprise de Master builder de Gong, paru en 1974 sur You. C'est le dernier album rock réussi de sa période solo, avant une nette baisse de qualité sur les opus suivants, hormis Live Herald et l'ambiant Rainbow Dome Musick. C'est un des albums préférés d'Ed Wynne, le guitariste/claviériste d'Ozric Tentacles.
La pochette représente une Pyramide poisson de John Michell, un auteur et peintre britannique qui a un intérêt particulier pour les formes géométriques. Son travail repose sur la figure géométrique Vesica piscis : l'intersection de deux cercles de même diamètre dont le centre de chacun fait partie de la circonférence de l'autre.
L'album est d'abord sorti sous la forme d'un vinyle vert transparent, puis sous celle d'un disque noir normal. L'édition verte était assortie d'un poster de Hillage devant une chaine de montagne, avec la "pyramide poisson" imprimée sur le visage.
Cet album se classa à la 30e place des charts britanniques.
Steve a beaucoup utilisé une guitare synthétiseur Roland GR-500 sur l'album. On notera la présence de Nick Mason à la batterie sur la pièce Leylines to Glassdom sur le disque original, ainsi que Clive Bunker ex-Jethro Tull, aussi comme batteur sur les 4 pièces bonus enregistrées en concert au Rainbow de Londres.

## Liste des titres
- Tous les titres sont signés par Steve Hillage & Miquette Giraudy sauf indications contraire.

### Face 1: Green Rock
1. Sea Nature - 6:43
2. Ether Ships - 5:02
3. Musik of the Trees - 4:53
4. Palm Trees (Love Guitar) - 5:19

### Face 2: OM Rock
1. Unidentified (Flying Being) (Hillage, Giraudy, Curtis Robertson) - 4:30
2. U.F.O. Over Paris (Hillage, Giraudy, Robertson, Joe Blocker, Charles Bynum)- 3:11
3. Leylines to Glassdom - 4:06
4. Crystal City - 3:36
5. Activation Meditation - 1:03
6. The Glorious Om Riff (Daevid Allen / Tim Blake /Hillage/ Mike Howlett / Didier Malherbe / Pierre Moerlen / Benoît Moerlen / Mireille Bauer / Giraudy /Gilli Smyth)- 7:46

### Titres bonus de l'édition 2007
1. Unidentified (Flying Being) – Live at Glastonbury 1979 (Hillage, Giraudy, Robertson)- 4:52
2. Not Fade Away (Glid Forever) – Live at The Rainbow Theatre 1977 (Charles Hardin, Norman Petty) - 7:25
3. Octave Doctors – Live at Glastonbury 1979 (Tim Blake) - 3:38
4. Meditation of the Snake [alternative mix] (Hillage) - 3:16

## Musiciens

### Disque original
- Steve Hillage – Chant, guitare électrique, guitare synthétiseur, synthétiseurs
- Miquette Giraudy – Synthétiseurs, vocoder, chœurs
- Curtis Robertson Jr – Basse
- Joe Blocker – Batterie
- Nick Mason : Batterie sur Leylines to Glassdom, production

### Musiciens additionnels
- Dave Stewart – guitare rythmique et glissando (live a Glastonbury)
- Paul Francis – basse (live a Glastonbury)
- Andy Anderson – batterie (live a Glastonbury)
- Christian Boule – guitare rythmique et glissando (live au Rainbow)
- Colin Bass – basse (live au Rainbow)
- Phil Hodge – claviers (live a Rainbow)
- Basil Brooks – synthétiseurs (live au Rainbow)
- Clive Bunker – batterie (live au Rainbow)

## Charts
| Pays        | Durée du classement | Meilleur classement |
| ----------- | ------------------- | ------------------- |
| Royaume-Uni | 8 semaines          | 30e                 |